# Francisco Boza
Francisco Juan „Pancho” Boza Dibós (ur. 19 września 1964 w Limie) – peruwiański strzelec sportowy, srebrny medalista olimpijski z Los Angeles, specjalizujący się w konkurencji trapu i trapu podwójnego.
W 2003 roku został dyrektorem Peruwiańskiego Komitetu Olimpijskiego. Osiem lat później objął stanowisko szefa Peruwiańskiego Instytutu Sportu. W 2014 roku postanowił zrezygnować z tej posady za rzekome powiązania z Martínem Belaundem Lossio. Po prawie dwóch latach został aresztowany.
Jego brat, Esteban, także uczestniczył w igrzyskach olimpijskich w 1984 i 1996 roku.

## Igrzyska olimpijskie
Brał udział w ośmiu igrzyskach (IO 80, IO 84, IO 88, IO 92, IO 96, IO 00, IO 04, IO 16). W 1984 roku w Los Angeles zdobył srebrny medal, przegrywając z Włochem Luciano Giovannettim. W 1992, 2004 i 2016 roku był chorążym peruwiańskiej ekipy.
| Igrzyska | Miejscowość    | Konkurencja   | Kwalifikacje | Kwalifikacje | Półfinał | Półfinał | Finał | Finał   |
| Igrzyska | Miejscowość    | Konkurencja   | Wynik        | Pozycja      | Wynik    | Pozycja  | Wynik | Pozycja |
| -------- | -------------- | ------------- | ------------ | ------------ | -------- | -------- | ----- | ------- |
| IO 1980  | Moskwa         | Trap          | —            | —            | —        | —        | 169   | 32.     |
| IO 1984  | Los Angeles    | Trap          | —            | —            | —        | —        | 192   | srebro  |
| IO 1988  | Seul           | Trap          | 147          | 5. Q         | 195      | 4. Q     | 219   | 4.      |
| IO 1992  | Barcelona      | Trap          | 141          | 25.          | —        | —        | NQ    | NQ      |
| IO 1996  | Atlanta        | Trap          | 114          | 49.          | —        | —        | NQ    | NQ      |
| IO 1996  | Atlanta        | Trap podwójny | 135          | 12.          | —        | —        | NQ    | NQ      |
| IO 2000  | Sydney         | Trap          | 108          | 26.          | —        | —        | NQ    | NQ      |
| IO 2004  | Ateny          | Trap          | 119          | 9.           | —        | —        | NQ    | NQ      |
| IO 2004  | Ateny          | Trap podwójny | 121          | 24.          | —        | —        | NQ    | NQ      |
| IO 2016  | Rio de Janeiro | Trap          | 109          | 28.          | —        | —        | NQ    | NQ      |